# گروه اس‌بی‌آی
گروه اس‌بی‌آی (انگلیسی: SBI Group) شرکت خدمات مالی ژاپنی است، که در سال ۱۹۹۹ تأسیس شد.
این شرکت یک مجموعه مالی مبتنی بر اینترنت است که خدمات مالی را در طیف گسترده ای از دسته بندی ها از جمله اوراق بهادار، مدیریت دارایی، بانکداری و بیمه ارائه می دهد. سهام این شرکت در بورس اوساکا و بورس توکیو معامله می شود.